# NGC 2517
NGC 2517 est une galaxie lenticulaire située dans la constellation de la Poupe. NGC 2517 a été découverte par l'astronome britannique John Herschel en 1836.

## Caractéristiques
Sa vitesse par rapport au fond diffus cosmologique est de 1 729 ± 31 km/s, ce qui correspond à une distance de Hubble de 25,5 ± 1,8 Mpc (∼83,2 millions d'al).